# Gazni
Gazni (persa: غزنی, també Ğaznī, Ghazni, Gazna, Ghazna) és una ciutat de l'Afganistan capital de la província de Ghazni amb una població de 141.000 habitants (2006). Està a la riba esquerra del riu Gazni. La ciutat està poblada per tadjiks (50%), paixtus (25%), hazares (15%), hindús (5%) i altres (5%). El nom original fou Gansah (Tresor).

## Història

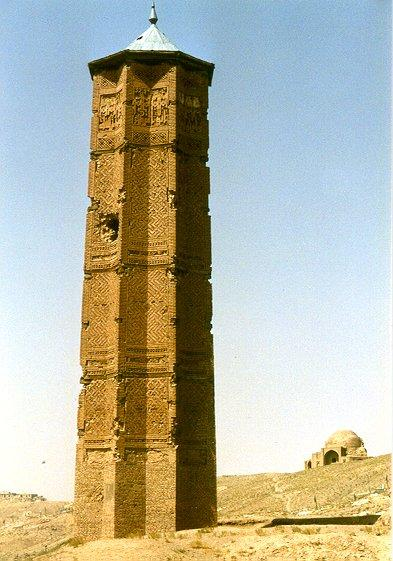
Minaret

Ghazni o Gazni fou fundada com un mercat i ja és esmentada per Ptolemeu al segle II amb el nom de Gazaka o Ganzaka, a la regió de Paropamísades (Paropamisadai) i va tenir una certa importància sota els kushans i els heftalites, amb predomini budista. El peregrí xinès Hiuen Tsang l'esmenta al segle vii com Hok-sik-na quan era capital del regne independent e Tsau Kiu-ch'a (Zabulistan). Les excavacions han posat a la llum un lloc de culte budista i nombrosos budes d'argila o terra cuita.
La seva història sota l'islam és molt fosca. Els governadors àrabs de Khurasan i Sistan van entrar a la zona en temps del califa Abd-al-Màlik ibn Marwan (685–705) i van lluitar contra el "zunbil" títol que portava el sobirà local. La població era d'arrel iraniana amb barreja de turcs i altres pobles arribats amb les successives conquestes.
Yaqub ibn al-Layth el safàrida va arribar a la zona, va derrotar el zunbil i va ocupar Gazni i Kabul a la segona meitat del segle viii i va governar des de Zarandj. El germà de Yakub, Amr ibn al-Layth va reconstruir Gazni.
Gazni va caure en mans al segle ix de la dinastia dels shahi (de shah, rei) de Zabulistan. El sobirà local Abu Bakr Lawik al-Anuk fou enderrocat per Alptegin, un esclau turc dels samànides, retirat a aquesta zona, el 962; mort Alptegin el (963) Abu Bakr va recuperar el poder breument, però fou expulsat per Abu Ishak ben Alptegin amb l'ajut samànida (vers 964). Els generals turcs van governar Gazni. El 975 va pujar al tron de Gazni el general esclau turc Piri, que sembla que es va comportar cruelment. Els habitants de Gazni van cridar a Abu Ali Lawik al-Anuk ben Abu Bakr Lawik. La rebel·lió va tenir el suport dels seus parents els shahi d'Udabhanda (que governaven Kabul i fins al Panjab amb capital a Udabhanda, esmentats com Kabul Shahs) però fou aplanada pel general turc Subuktegin (gendre d'Alptegin) a Charkh (abril del 977). El vencedor fou considerat un heroi i proclamat sultà iniciant la dinastia gaznèvida. Gazni fou un empori del comerç amb l'Índia. Palaus, mesquites i edificis foren construïts durant el govern de la dinastia gaznèvida.
Els seljúcides van ocupar Gazni per dues vegades el 1117 i el 1135, però la ciutat va restar en mans de la dinastia. El 1150/1151 Ala al-Din Husayn de Ghor va ocupar, saquejar i destruir Gazni. La destrucció de la ciutat va donar a Ala al-Din el malnom de Djahan-suz (Incendiari del món). Els gaznèvides la van reconstruir mal que bé, però finalment la van perdre el 1163 quan fou ocupada pels oghuzz del Khurasan, passant aviat a mans dels gúrides. El 1173 va esdevenir capital de la dinastia gúrida sota Ghiyath al-Din Muhammad; a la mort d'aquest el 1203, Gazni va quedar en mans d'un general turc esclau de nom Tadj al-Din Yildiz, fins que el 1215/1216 va ser conquerida per Muhàmmad de Coràsmia. Mort Muhàmmad de Coràsmia la successió va passar en plena descomposició (causada per l'atac dels mongols) al seu fill Djalal al-Din Manguberti que va poder creuar un cordó de tropes mongoles a Nish (Nissa) arribant a Gazni on va poder reconstituir un exèrcit. Va derrotar a un cos de l'exèrcit mongol dirigit per Chigi-qutuqu a Perwan (o Parwan) al nord de Kabul i nord-est de Čarikar, i Genguis Kan va voler venjar la derrota del seu general i va avançar cap a Gazni, on Djalal al-Din no el va esperar; la ciutat no va oferir resistència, i Genguis Kan, volent perseguir a Djalal al-Din, la van deixar en pau de moment, retardant per més tard la seva destrucció. Manguberti va fugir a l'Índia. Mentre la derrota mongola a Parwan havia encoratjat la resistència, i Genguis Kan va retornar a Gazni on va matar a tota la població excepte com sempre als artesans que podien ser enviats a Mongòlia.
Dins de l'Imperi Mongol va ser inclosa a l'ulus de Hulagu (Pèrsia), mentre el poder local passava als Kart d'Herat. Gazni era considerat domini del Il-Khan tot i que probablement havia estat inclosa per Genguis Kan en el ulus de Txagatai. Els txagataïdes es van infiltrar cap a aquestes zones de manera progressiva generalment de manera pacifica; quan es produïen atacs a la zona rarament comportaven annexió de territoris i entre 1260 i 1325 els ilkhànides van aconseguir rebutjar gairebé totes les incursions dels taxagatais. El territori fins a Gazni, fou poblat per la tribu dels karaunes establertes allí com a guarnició (tamma) durant el segle xiii, i que segurament van estar subjectes als ilkans a la segona meitat del segle xiii i principis del segle xiv, però que en algun moment (vers 1320) van declarar la seva lleialtat al kan de Txagatai. En el regnat de Tarmaixirin (1330-1334), les regions de Balkh, Kunduz, Baghlan, Gazni i Kandahar havien esdevingut de facto possessions dels kans de Txagatai dins de l' ulus de Transoxiana. Segurament Gazni fou una zona sota domini dels karaunes i encara que hi va haver un breu domini mogol del 1362 al 1364, posteriorment va retornar sota l'autoritat del karauna Amir Husayn, que va residir primer a Kabul i després (1369) a Balkh.; va perdre la guerra contra Tamerlà i va morir executat el 1370 i Gazni va passar amb tota la resta dels dominis de Huayn, a Tamerlà. No està clara quina influència hi exercien els kart d'Herat. Malik Muizz al-Din Kart va morir el 1370 i el seu fill Malik Ghiyath al-Din Pir Ali va poder pujar al tron amb consentiment de Tamerlà però aviat van sorgir conflictes: Ghiyat al-Din fou deposat el 1381 (bona part dels membres de la família foren assassinats en un banquet el 1396 per ordre de Miran Shah, fill de Tamerlà aleshores governador del Khurasan (província mongola)). El 1384, després de dominar Sistan, Zamindawar, Aracòsia (al-Rukhaj), ja no hi havia oposició a la zona a Temrlà; Zabulistan (amb Gazni) no presentava cap resistència i Kabulistan estava sota el seu ferm domini des de feia anys.
Retornat Timur a Samarcanda el 1392, es va establir a la plana de Akyar, entre Samarcanda i Xahrisabz. Allí va designar al príncep Pir Muhammad ibn Jahangir com a governador del Kabulistan, Zabulistan i Aracòsia amb Kabul, Gazni i Kandahar i les terres a l'est fins a l'Índia i al riu Indus (persa: Absend). Per formar part de la seva cort va designar a Kutb al-Din (cosí de l'amir Sulayman Xah), Bahlul ibn Muhammad, Dervix Barles, Islam Barles fill d'Eltxi Bugha Barles i altres. Pir Muhammad ibn Jahangir, com a governador de Kunduz, Balkh, Kabul, Gazni i Kandahar va rebre la ordre de Tamerlà el hivern del 1397-1398, de agrupar les tropes de les seves províncies per fer una expedició cap a l'Índia; els primers van ser els uganis que vivien a les muntanyes de Sulayman Kuh, territori que van assolar; després van creuar l'Indus i van ocupar la ciutat d'Utsha per assalt; d'alli van arribar a Multan que van assetjar i al cap de cert temps van conquerir. A la mort de Pir Muhammad assassinat per Pir Ali Taz Sulduz (1407), es va produir la usurpació d'aquest fins que fou derrotat per Xah Rukh (timúrida) que va conferir el govern de Kabul, Gazni i Kandahar (que ja ostentava) fins al riu Sind, a Qaydu ibn Pir Muhammad, govern però del que va quedar exclòs el Tukharistan) amb la seva anterior capital de Balkh (1409). El 1414 s'esment Gazni com a Ghiznin i com a cap local Sultan Tawaji; un fill d'aquest, Xah Ways, va anar a Herat a retre homenatge a Xah Rukh
El 1504, Baber (Babur) es va presentar a la ciutat que havia estat possessió d'un dels seus oncles però que des del 1501 havia passat als arghun. Babur va conquerir Gazni i va obligar el sobirà arghun Mukim ibn Dhi l-Nun Arghun (senyor també de Kabul) a retirar-se a Kandahar. En aquell moment era una vila provincial dedicada a la pagesia, força petita fins al punt de sorprendre a Baber que esperava que la capital d'un antic imperi seria molt més gran. Va quedar en mans dels mogols babúrides i governada localment per petites dinasties locals afganeses. El 1649 fou assetjada pels perses però Aurangzeb va conservar la ciutat tot i la pèrdua de Kandahar.
El 1738 la va ocupar Nadir Shah de Pèrsia, just abans d'ocupar Kabul i d'avançar fins a Delhi el 1739. A la seva mort el 1747 Ahmad Shah Durrani (Ahmad Shah Abdali) va establir el seu domini. A la primera Guerra Anglo-afganesa va ser ocupada dues vegades pels britànics, la primera el 23 de juliol de 1839). Va restar sota ocupació fins al 1841 quan la guarnició es va haver de rendir, però el 1842 fou ocupada altre cop pel general Nott i per orde del governador general Lord Ellenborough, van agafar les considerades portes de Somnath que Mahmud de Gazni s'havia emportat a Gazni vuit segles abans (1024) i conservades al Fort d'Agra, però pel tipus de fusta (deodar en lloc de sandal) es pot determinar que no són les portes verdaderes de Somnath. El 1880 una força britànica va estar per dues vegades a la ciutat: l'abril, sota direcció de Sir Donald Stewart, que anava de Kandahar a Kabul; i l'agots sota direcció de Lord Roberts, que anava de Kabul a Kandahar.
Al segle xx va prosperar i va agafar certa importància com a estació en la carretera entre Kabul i Kandahar en la unió de la carretera que va a Gardiz, Matun, Urgun i Tochi. Entre 1985 i 1992 s'hi van produir combats entre les forces del govern i els guerrillers islamistes proamericans. Després els combats ocasionals foren entre diverses faccions. Sota els talibans es va restablir l'ordre, i el 2003 la ciutat fou ocupada per les forces americanes i dels seus aliats. La ciutat s'abasteix d'aigua per la resclosa del riu Jikhai construïda a la meitat del segle xx, i damnada darrerament.

## Monuments
De la Gazni dels segles xi i xii només resten uns minarets de més de 30 metres i 3,7 metres de diàmetre, que són famosos. Daten del segle xii i serien l'element restant de la mesquita de Bahram Shah ben Masud (1118-1157). El mausoleu de Mahmud de Gazni es conserva junt amb altres menys importants. Hi ha també les tombes de poetes i erudits com per exemple al-Biruni. Dues torres d'uns 43 metres són el darrer exemple restant de l'antiga Gazni: haurien estat construïdes per Mahmud i pel seu fill Masud I ben Mahmud (1030-1040) segons diuen les inscripcions. Una estàtua d'una buda femenina rodejada de pilars fou descoberta vers 1965.

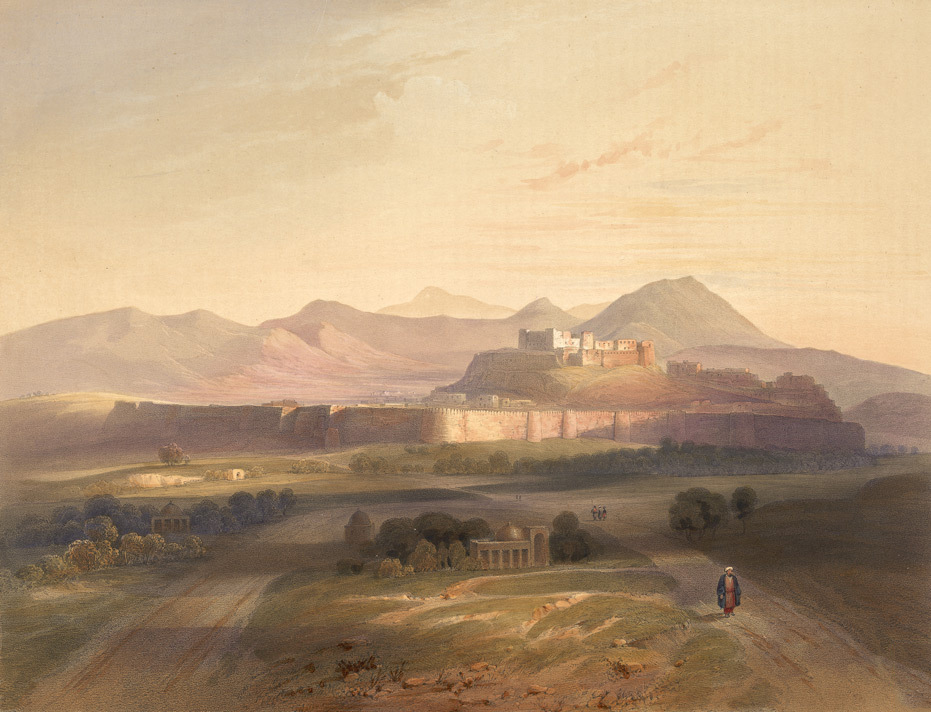
Ghazni el 1839.

## Llocs destacats

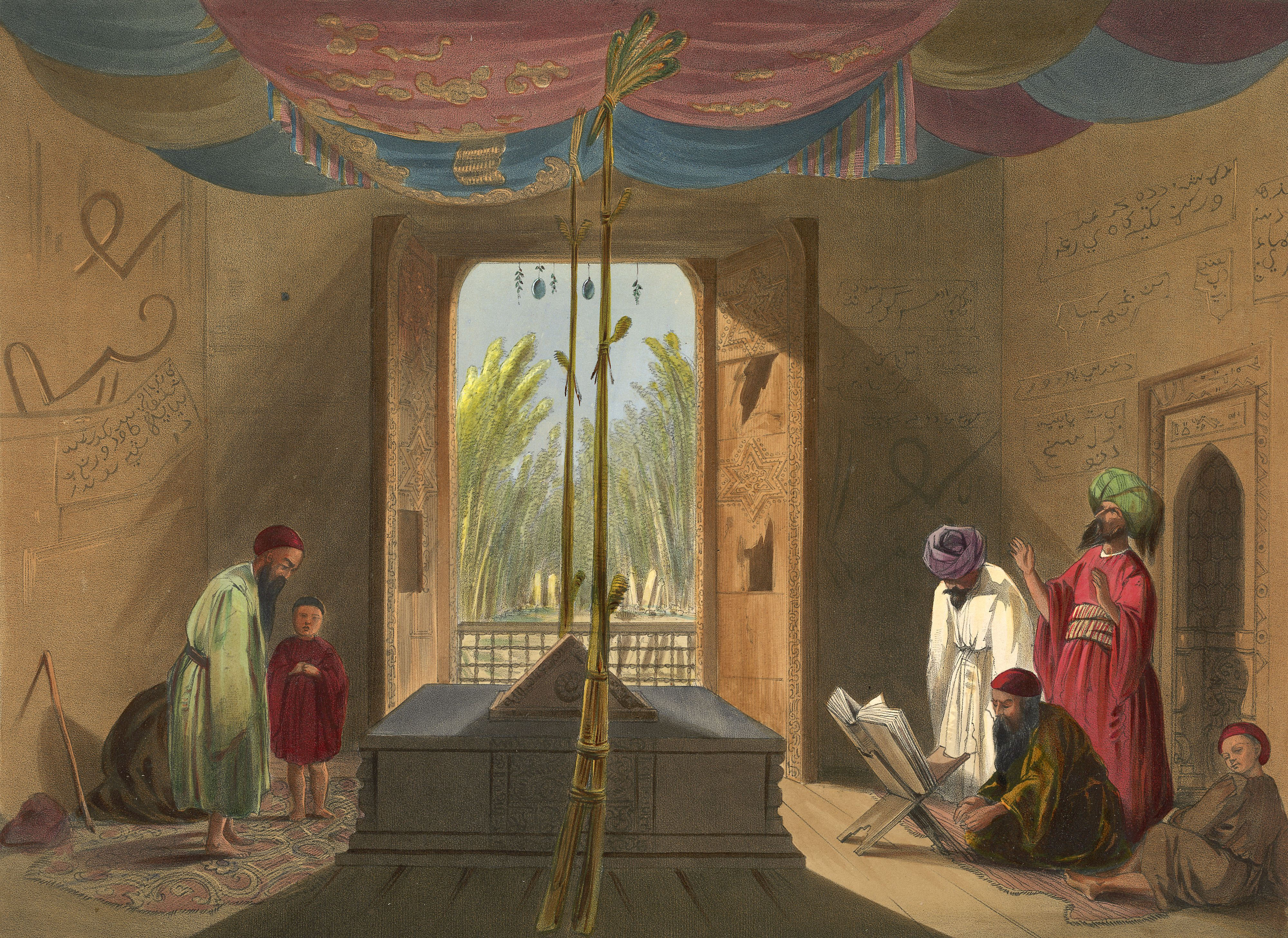
Tomba de Mahmud de Ghazni

- Ciutadella
- Minarets de Ghazni
- Palau del Sultà Masud III
- Tomba de Subuktegin
- Mausoleu de Mahmud de Gazni
- Mausoleu de Sanai
- Museu d'Art Islàmic
- Excavacions de Tapa Sardar

## Personatges il·lustres
- Al-Hujwirí, sant musulmà del segle xi.
- Mahmud de Ghazna, sultà (S. X-XI).
- Nasr Allah ibn Muhammad, visir gaznèvida (s. XII).

## Agermanaments
- Hayward (Califòrnia)